# 40-метровий телескоп Овенс-Веллі
40-метровий телескоп радіообсерваторії Овенс-Веллі — радіотелескоп в радіообсерваторії Овенс-Веллі поблизу Біг-Пайна в Каліфорнії у США. Він належить і управляється Каліфорнійським технологічним інститутом.

## Історія
Будівництво телескопа фінансувалося Національним науковим фондом як прототип для запланованого радіоінтерферометра в Овенс-Веллі. Інтерферометр повинен був включати вісім параболічних антен, рухомих на рейках, розташованих на відстані до 8 км одна від одної. Прототип діаметром 40 м був завершений у 1968 році, але наприкінці десятиліття плани щодо інтерферометра були скасовані на користь Дуже великого масиву.
Натомість нещодавно збудований прототип був об'єднаний з існуючими телескопами в Овенс-Веллі для створення меншого інтерферометра з максимальною базою 1,2 км. Починаючи з 1969 року, телескоп також іноді використовували у поєднанні з більш віддаленими обсерваторіями для інтерферометрії з наддовгою базою. Під час роботи з телескопом Паркса в Австралії він забезпечив найдовшу в світі базу й, отже, найвищу кутову роздільну здатність у 0,4 мілісекунд. Роботи у складі радіоінтерферометра з наддовгою базою тривали до 1991 року, коли їх було припинено на користь більш потужного радіоінтерферометра VLBA.

## Поточне використання
У 2007 році телескоп було перепрофільовано для спеціальної кампанії моніторингу блазарів на підтримку космічного гамма-телескопа Фермі, який був запущений у 2008 році та спостерігав блазари в гамма-променях. Станом на 2018 рік телескоп проводив регулярні вимірювання понад 1800 блазарів, спостерігаючи за кожним із них на частоті 15 ГГц (довжина хвилі 2 см) двічі на тиждень.

## У культурі
Більшу частину фільму «Прибуття» 1996 року знімали в радіообсерваторії Овенс-Веллі, а кульмінаційна сцена бійки відбувалася в головному дзеркалі 40-метрового телескопа.